# Presqu'île de Conleau
Pour les articles homonymes, voir Conleau (homonymie).
La presqu'île de Conleau est une ancienne île du golfe du Morbihan, reliée à la terre ferme par une route-digue depuis 1879. Elle appartient à la commune de Vannes (Morbihan) et a donné son nom à un quartier de la ville : Conleau.

## Localisation
La presqu'île de Conleau est située à l'extrémité Sud du territoire municipal de Vannes. De dimensions modestes (environ 500 mètres de longueur pour une largeur moyenne de 100 m, elle se trouve au confluent du Vincin et de la Marle, les deux principaux cours d'eau de Vannes. La presqu'île est séparée de la commune d'Arradon par le Vincin et de la commune de Séné par la Marle.

## Histoire
À la fin du XIXe siècle, la villégiature de bord de mer devient un passe-temps recherché. En 1878, les propriétaires de l'île de Conleau la dotent d'aménagements à caractère balnéaire, dont une piscine d'eau de mer bordée de cabines de bain, de chalets, d'un restaurant et d'un grand hôtel (aujourd'hui Best Western Le Roof). Un casino est même projeté. Dès 1879, une digue-route relie l'île au continent, favorisant le développement de la petite station balnéaire.
Le propriétaire de l'île souhaite la création d'une ligne d'omnibus pour relier sa station à la cité mais le projet de tramway touristique n'aboutit pas.

### AuXXesiècle
En 1901, un nouveau projet de tramway pour la ville voit le jour et prévoit de faire de Conleau le terminus de la ligne 5. Le préfet du Morbihan publie l'arrêté d'enquête d'utilité publique sur l'avant-projet du réseau de tramway vannetais mais le projet est abandonné en 1902. 
La construction de la digue-route a permis l'envasement progressif du site, comme pour le Mont Saint-Michel. Conleau s'est alors développée indépendamment de Vannes notamment grâce à la pêche. Depuis les années 1950, la presqu'île est devenue un lieu de loisir et de promenade pour les Vannetais. Aujourd'hui, la pointe des Émigrés et la rivière du Vincin (encadrant l'île) sont recensés par le Conservatoire du littoral, comme beaucoup d'espaces naturels du golfe du Morbihan. Conleau est également un des points de départ des bateaux reliant l'Île-d'Arz.
On y trouve toujours les anciennes villas, dont l'architecture est inspirée du modèle des chalets suisses très en vogue à l'époque. La piscine, devenue municipale, est un lieu de baignade labellisé Pavillon Bleu d'Europe.